# Franks fede ferie
Franks fede ferie er det 20. afsnit af tv-serien Klovn. I afsnittet er Frank, Mia, Casper og Iben skal i sommerhus i Rørvig. Casper og Iben er uvenner, og Iben kører sammen med Mia, mens Casper kører sammen med Frank til sommerhuset. På vejen møder Casper og Frank to kvindelige blaffere, som de straks samler op. Det er ikke populært hos Mia og Iben, men den gode stemning bliver genoprettet, da de kommer til sommerhuset. Senere møder Casper og Frank blafferne under en badetur, hvor Frank kommer lidt for tæt på en af havets beboere med katastrofale følger.